# 粕川町 (太田市)
粕川町（かすかわちょう）は、群馬県太田市にある地名（町丁）。郵便番号は370-0421。

## 概要
尾島地区にある町丁。

## 地理
中央に石田川が流れている。

### 近隣町丁
- 新田下江田町
- 出塚町
- 安養寺町
- 亀岡町
- 下田島町
- 泉町
- 新田木崎町

## 世帯数と人口
2022年（令和4年）3月31日現在の世帯数と人口は以下の通りである。
| 町丁   | 世帯数  | 人口   |
| ------ | ------- | ------ |
| 粕川町 | 604世帯 | 1406人 |

## 交通

### 鉄道
町内に鉄道は通っていない。

### 道路
- 国道17号
- 国道354号

## 施設

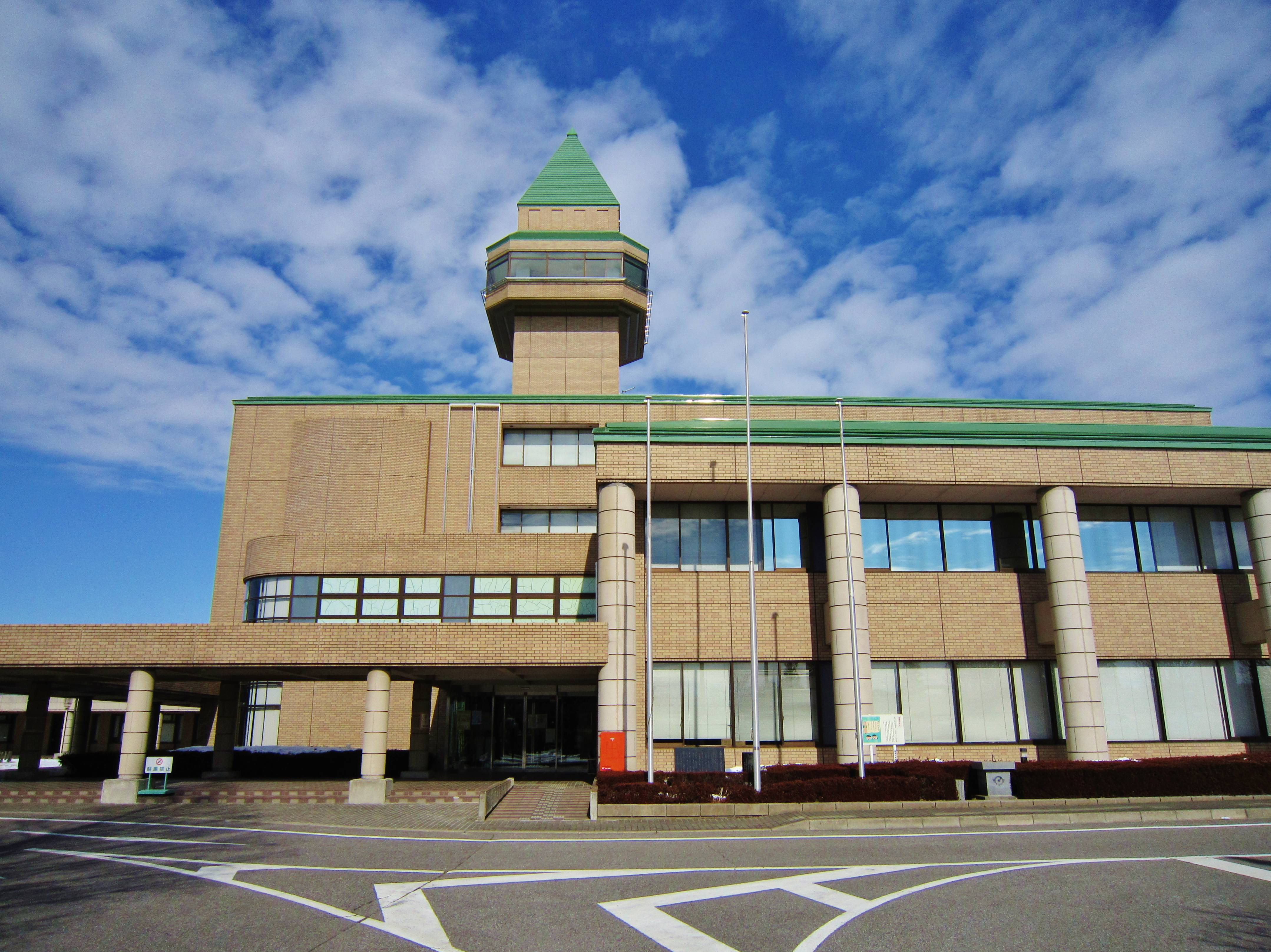
太田市尾島庁舎

- 道の駅おおた
- 太田市尾島庁舎
- ヤマト運輸 群馬尾島センター